# منتخب تايبيه الصينية لكرة القاعدة

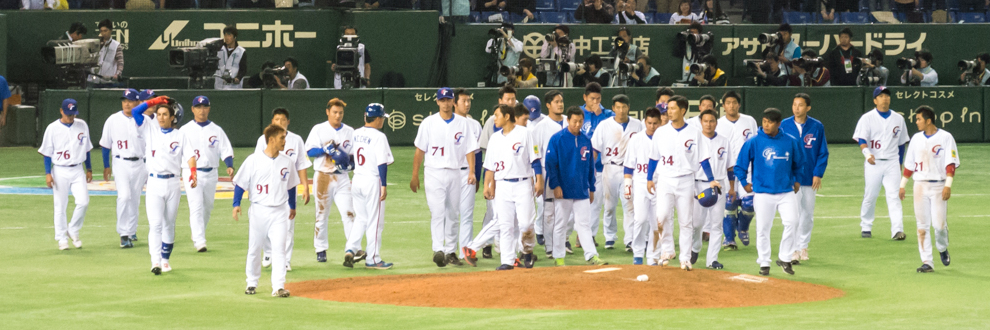

منتخب تايبيه الصينية الوطني لكرة القاعدة هو الفريق الذي يمثل تايوان في المنافسات الدولية لرياضة كرة القاعدة يعتبر من أقوى منتخبات العالم في هذه الرياضة حيث تمكن من تحقيق مركز الوصيف بكأس العالم لكرة القاعدة مرتين كما تمكن من الفوز بكأس آسيا مرة واحدة ويحتل حالياً المركز الرابع في التصنيف العالمي لمنتخبات كرة القاعدة الوطنية ويقوم إتحاد تايبيه الصينية لكرة القاعدة بإدارة شؤونه.